# The Housemaid (film, 2010)
The Housemaid (koreanska: Hanyŏ) är en sydkoreansk melodramatisk thrillerfilm från 2010, regisserad av Im Sang-soo.

## Handling
Eun-yi, spelad av Jeon Do-yeon, som blir inblandad i ett destruktivt triangeldrama då hon arbetar som hembiträde i en överklassfamilj. Bland övriga skådespelare finns Lee Jung-jae, Seo Woo och Yoon Yeo-jeong. Filmen är en nyinspelning av Kim Ki-youngs film The Housemaid från 1960.

## Rollista
- Jeon Do-yeon som Eun-yi
- Lee Jung-jae som Hoon
- Seo Woo som Hae Ra
- Yoon Yeo-jeong som Byeong-sik
- Ahn Seo-hyeon som Nami
- Park Ji-young som svärmor

## Om filmen
Filmen hade Sverigepremiär den 10 juni 2011.

### Fotnoter
1. ↑  Johan Croneman (10 juni 2011). ”The housemaid”. Dagens nyheter. http://www.dn.se/kultur-noje/filmrecensioner/the-housemaid/. Läst 25 september 2016.
2. ↑  ”Hanyŏ”. Svensk filmdatabas. 10 juni 2011. http://www.sfi.se/sv/svensk-filmdatabas/Item/?itemid=74073&type=MOVIE&iv=Basic. Läst 19 mars 2012.